# Wolfgang Funkel
Wolfgang Funkel (Neuss, 10 de agosto de 1958) é um ex-futebolista profissional alemão, medalhista olímpico 

## Carreira
Wolfgang Funkel ganhou a medalha de bronze nos Jogos Olímpicos de Verão de 1988.